# Göberga

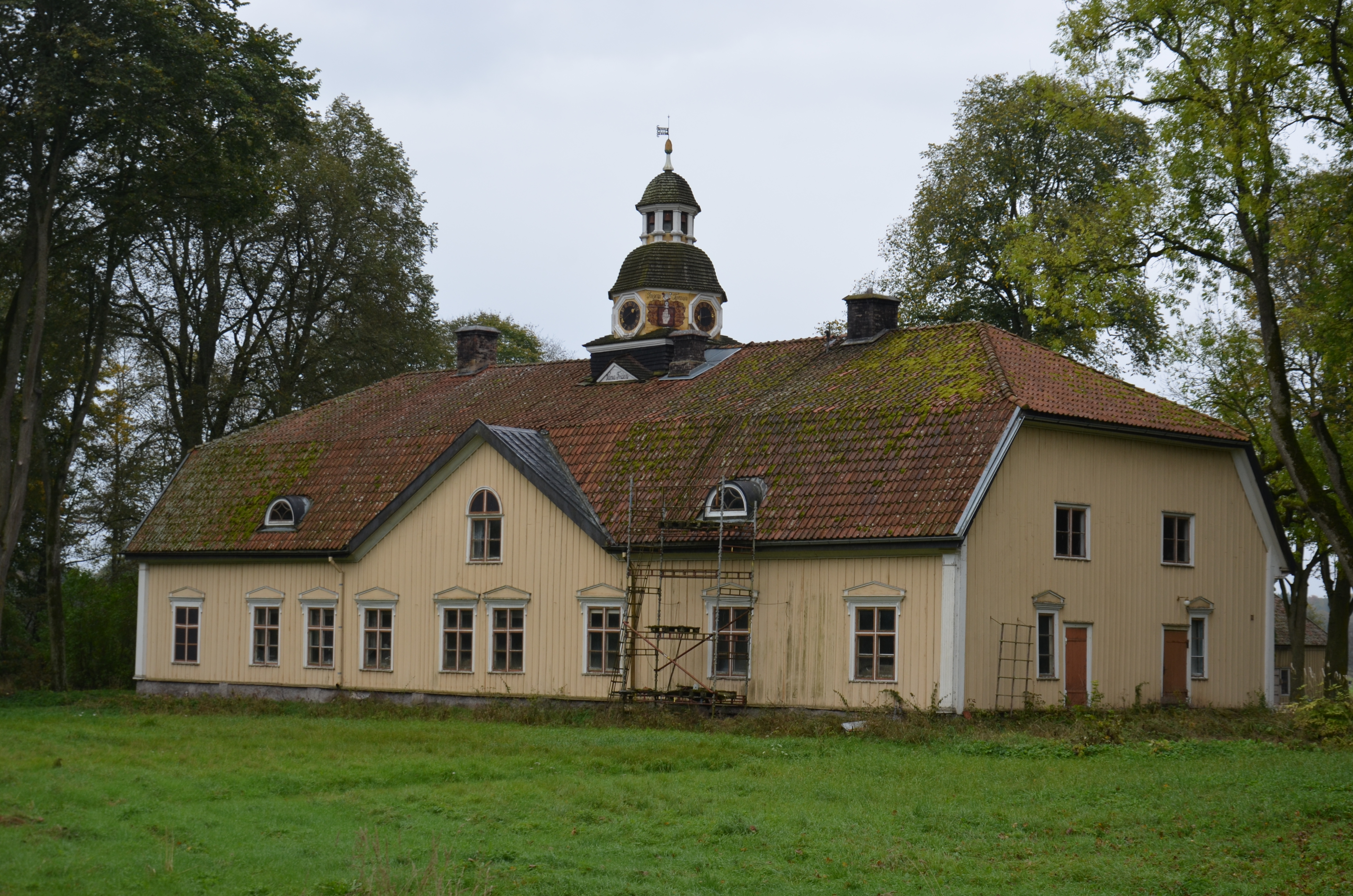
Göberga gård

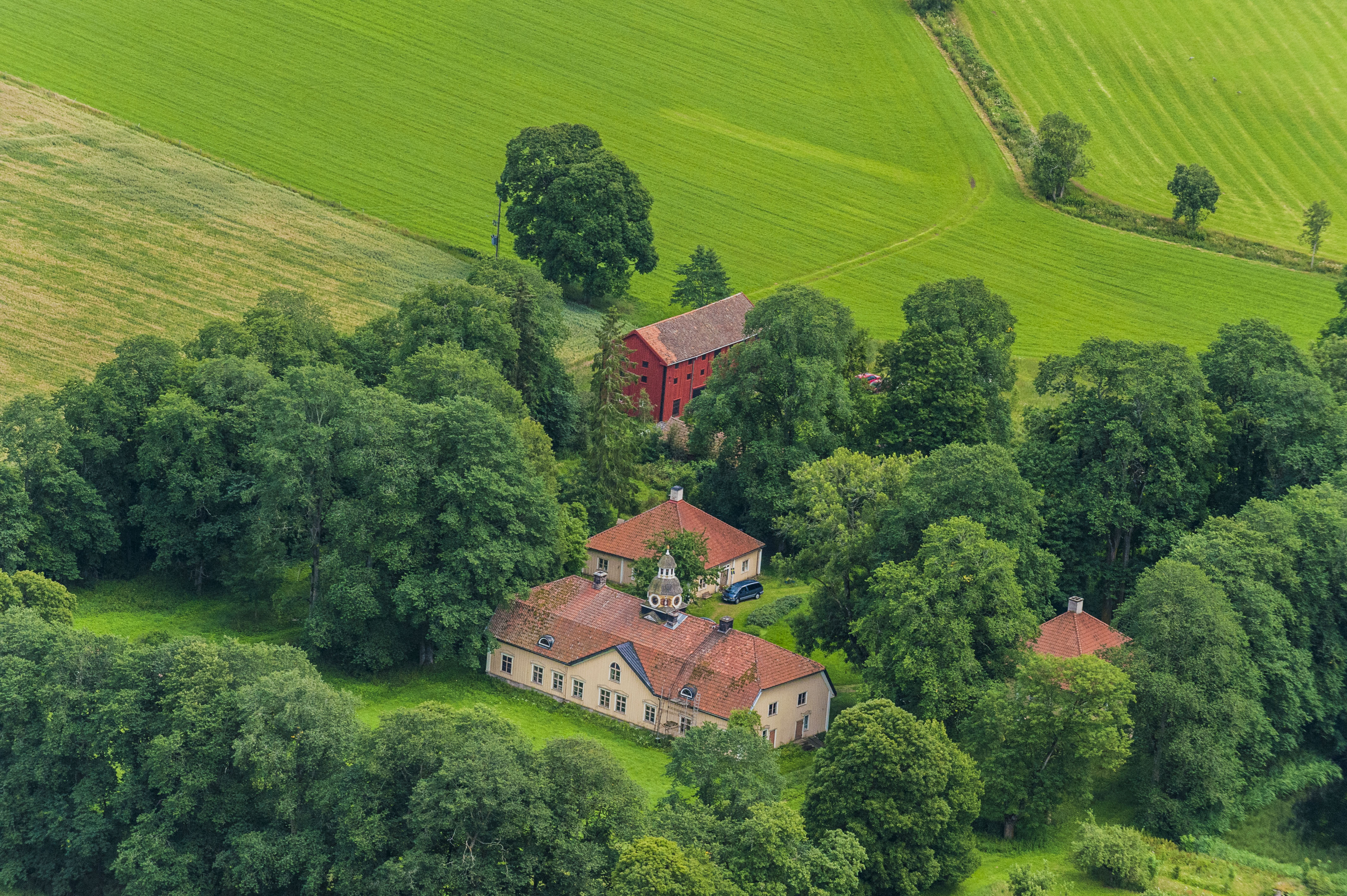
Flygbild

Göberga är en herrgård i Linderås socken, nära Gripenberg i Tranås kommun.

## Historik
Göberga var år 1400 sätesgård för väpnaren Ragvald Puke, som förde tre rosor i vapenbilden. Gården övergick genom hans systerdotters gifte med Sven Some till släkten Some (Somme). En tidig ägare av denna släkt, också bosatt på gården, var Sven Abrahamsson Somme, som dog 1544 på Göberga.
Christer Somme ärvde gården, troligen efter sin mor Märta Christiernsdotter Siöblad (död 1602) som i sin tur fått gården i morgongåva av fadern Abraham Germundsson Somme (död 1587). År 1611 år drogs emellertid gården in till kronan av Karl IX, efter det att Christer Somme, då ståthållare på Kalmar slott, anklagats för högförräderi efter att ha kapitulerat och överlämnat slottet till danskarna. Göberga förlänades av kungen till Herman Wrangel. Några år senare, år 1617, återställdes gården till Christer Sommes fru Maria Magdalena von Masenbach (död 1655), på den grunden att det var hon och inte maken som var rättmätig ägare efter att ha fått gården i morgongåva av maken vid sitt bröllop 1606.
Göberga övergick efter hennes död till Erik Drake, son i hennes andra äktenskap med ståthållaren Knut Drake af Hagelsrum (död 1639). Gården låg därefter i släkten Drake af Hagelsrums ägo fram till tidigt 1700-tal.
År 1710 blev sjöofficeren Johan Jacob Bogeman (1682-1736) genom arv ägare och gården gick sedan i släkten Bogeman till 1872. Då köptes den av Axel Hermelin på närbelägda Gripenbergs slott.
År 1916 köptes Göberga av riksdagsmannen Oscar Ericson i Oberga, som också var ägare av granngården Oberga, och ärvdes 1943 av dennes dotter Viola Ericson. Herrgårdsbyggnaderna är numera avstyckade och ägs av hennes brors sonson.

## Byggnaden
Herrgården har sitt nuvarande utseende från 1700-talet genom en omfattande ombyggnad av Carl Johan Bogeman (1714-96). I byggnaden finns delar från tiden under Erik Drakes ägo, troligen från 1658, ett årtal som finns på huvudbyggnadens vindflöjel.  Även de två envåningsflyglarna med kvadratiskt plan är från Erik Drakes tid som ägare.
Huvudbyggnaden är en envånings rokokobyggnad med brutet och delvis valmat och takryttarförsett tak och har en mjukt rundad frontespis med tandsnittslist.  Klocktornet är försett med deviserna Akta tiden, Värna friden, Svensk ära, Svensk tro, Ingons tyrann och Ingons träl.
Göberga förklarades 1978 som byggnadsminne.